# Georg Wolfsbach
Georg Wolfsbach oder Georg Wolffsbach (* 15. Jahrhundert in Würzburg; † 1. Mai 1535 in Münsterschwarzach) war von 1505 bis 1535 Abt des Benediktinerklosters in Münsterschwarzach. 

## Münsterschwarzach vor Georg Wolfsbach
Das halbe Jahrhundert vor Wolfsbachs Abtswahl war in Münsterschwarzach von großer Unsicherheit geprägt. Viele Äbte hatten einen aufwendigen Lebensstil, bereicherten sich an den Gütern der Abtei. Nikolaus von Gleissenberg wurde im Jahr 1444 sogar vom Konvent abgesetzt und mit der Exkommunikation bestraft. Die vielen Kriege des 15. Jahrhunderts verschärften die Situation noch weiter, sodass sich das Kloster hoch verschuldete.
Die Herren des Klosters, die Fürstbischöfe von Würzburg, versuchten diese Ausgangslage durch das Einsetzen von Mönchen aus der reformierten Abtei Fulda zu beheben. Als die Anstrengungen scheiterten, begann 1480 unter Abt Martin die Hinwendung zur Bursfelder Kongregation. Dieser Klosterzusammenschluss förderte die monastische Erneuerung der Klöster und garantierte eine größere Unabhängigkeit von den Würzburger Bischöfen. Die Reformideen wurden unter Wolfsbachs direkten Vorgängern weiter gefestigt.

## Leben

### Bis zum Bauernkrieg
Georg Wolfsbach wurde im 15. Jahrhundert in Würzburg geboren. Er war der Sohn eines Gerbers oder Händlers, dessen Familie erst seit dem 6. April 1451 in der Stadt überliefert ist und wohl aus dem Schweinfurter Umland stammte. Über seinen frühen geistlichen Werdegang ist nur wenig bekannt. Er gehörte 1495 zum Konvent des Benediktinerklosters St. Stephan in seiner Geburtsstadt und hatte dort das Amt des Küchenmeisters inne. Im Jahr 1495 verfasste er ein Zins- und Gültregister (insbesondere Pfennigzinsen und Weingülten in Würzburg und Heidingsfeld betreffend) des Würzburger Klosters St. Scholastika zur Gnadenpforte (vor 1476 St. Ulrich), das auch ein Urkundenverzeichnis und einen Lehenbuchteil enthält.
Als im Jahr 1505 Abt Paulus von Münsterschwarzach starb, kam es zu Streitigkeiten zwischen den Wählern des neuen Vorstehers. Drei Kandidaten, darunter der spätere Abt Nikolaus Scholl, hatten gleich viele Stimmen erhalten. Um eine Spaltung des Konvents zu vermeiden, bat man den Würzburger Fürstbischof Lorenz von Bibra, einen Kandidaten zu benennen. Dieser entschied sich für den Würzburger Georg Wolfsbach, der zwischen dem 1. und 24. April 1505 auch gewählt wurde. Daraufhin erhielt er die Bestätigung des Bischofs.
Georg festigte zunächst das Kloster innerhalb der Bursfelder Kongregation und wurde auf dem Generalkapitel zu St. Jakob in Mainz im Jahr 1506 auf die Klosterunion vereidigt. Bald darauf, im Jahr 1508, wurde er zum Visitator der Union im Fränkischen Reichskreis ernannt. Dieses Amt wurde ihm in den Jahren 1509, 1510, 1520, 1521, 1523, 1524 und 1526 bestätigt. Im Jahr 1522 erhielt Wolfsbach weitere Befugnisse; nun durfte er neben Franken auch Speyer und Straßburg visitieren.
Gleichzeitig nahm der Abt an den Generalkapiteln der Kongregation teil. Er besuchte die Kapitel der Jahre 1508, 1513, 1515 und 1521, wobei er auf letzterem in Köln Mitpräsident war. Auf den weiteren Kapiteln seiner Amtszeit ließ sich Georg Wolfsbach allerdings von seinen Prioren vertreten und unterstrich so die Entfernung von der Kongregation, die die Ereignisse des Jahres 1525 ausgelöst hatten.

### Bis zu seinem Tod
Zu Beginn des Jahres nahmen die Spannungen zwischen den Grundherren und ihren leibeigenen Bauern immer mehr zu. Auch im Hochstift Würzburg gärte es in der Landbevölkerung. Ab Mitte April 1525 ersuchte deshalb der Abt die Unterstützung durch den Fürstbischof Konrad II. von Thüngen. Dieser gewährte dem Kloster die Aufstellung einer Miliz, die aus den Bewohnern der Stadt Schwarzach gebildet werden sollte. Anstatt jedoch das Kloster zu bewachen, plünderten die Bewohner in der Nacht vom 24. auf den 25. April die Vorratskammern und zerstörten die Bibliothek der Abtei.
Abt Georg Wolfsbach musste aus dem Kloster fliehen, denn die Bauern hatten einen der Ihren zum neuen Abt erhoben. Er erhielt Unterstützung vom Gerlachshausener Bürgermeister Johann Zirold, der ihn im Schloss des Ortes versteckte. Nach drei Tagen folgte er seinen Mönchen in das Kloster St. Stephan nach Würzburg, bevor er in St. Egidien in Nürnberg als Gast aufgenommen wurde. Erst am 24. Juni 1525 konnte er mit 15 Mönchen nach Münsterschwarzach zurückkehren.
Um die zerstörten Klostergebäude wieder errichten zu können, benötigte Abt Georg Geld. Dieses versuchte er durch Hilfegesuche an die Bursfelder Kongregation zu erhalten, die einen Hilfsfonds für in Not geratene Mitglieder eingerichtet hatte. Doch die Klosterunion reagierte nicht auf das Ersuchen des Abtes und verweigerte jede Hilfe. Dies hatte die schleichende Entfernung von dem Klosterbund zur Folge, die im Austritt im Jahre 1535 ihren Höhepunkt erreichte.
Das Kloster wurde bis ins Jahr 1528 notdürftig ausgebessert, sodass die Mönche, die inzwischen in Gerlachshausen und Nordheim untergekommen waren, zurückkehren konnten. Abt Georg zog Konsequenzen aus der Illoyalität der Bewohner Stadtschwarzachs und überschrieb Fürstbischof Konrad 1531 alle Güter und Rechte an dem Ort. Am 1. Mai 1535 starb Georg Wolfsbach und wurde in der Mitte der Klosterkirche vor dem Kreuzaltar beigesetzt.